# 를루슈 랑페루주
를루슈 랑페루주(일본어: ルルーシュ・ランペルージ 루루슈 란페루지[*], 영어: Lelouch Lamperouge)는 애니메이션 작품 《코드기어스》에 등장하는 가공의 인물로, 주인공이다.

## 개인 데이터
- 등장 - 1기 1화 ~ 2기 25화
- 성우 - 후쿠야마 준, 오오하라 사야카(아동 역)
- 본명 - 를르슈 비 브리타니아
- 별명 - 루루슈, 를루, 렐루, 루루
- 별칭 - 제로, 버림 받은 황태자, 기적의 사나이
- 나이 - 17세(1기), 18세(2기)
- 생일 - A.T.B. 2000년 12월 5일
- 혈액형 - A형
- 신장 - 178 cm

## 인물
본명은 를루슈 비 브리타니아이다. 검은 머리와 자색의 눈동자를 지니고 있다. 신성 브리타니아 제국의 황자로 태어났다.
어렸을 때 갑작스런 공습으로 어머니인 마리안느가 사망하고, 여동생인 나나리가 하체 불구와 함께 시력을 잃었다. 그 후, 나나리와 함께 인질(외교수단)로 강제로 일본에 보내진다. 일본의 통치 가문이자 총리 일가인 쿠루루기 가에 보내져 쿠루루기 겐부의 인질이 되고 쿠루루기 총리의 아들인 쿠루루기 스자쿠와 만나게 된다. 스자쿠와는 처음엔 반목하고 있었으나, 점차 절친한 친구가 되어 갔다. 그러나 브리타니아의 일본의 갑작스런 침공으로 일본은 브리타니아의 연방 국가, 일레븐이되고, 스자크와 헤어지게 된다. 이 사건으로 인해 를르슈는 를루슈 랑페루주로 개명하게 되고, 브리타니아에 대한 증오와 복수심이 생기게 된다.
전쟁 후에 어머니이자 전직 최고의 기사였던 마리안느 비 브리타니아를 후원하던 스폰서 애쉬포드 가문의 보살핌 아래, 신분을 숨기고 보호받게 되었다. 후에 애쉬포드 학원에 입학, 부회장을 맡게 된다. 부회장이라는 이름과 맞지 않게 불성실하며, 수업 중 자기도 하며 심지어 리발과 같이 체스 도박을 하기도 한다.
자신의 뛰어난 두뇌를 자랑하듯, 체스를 바탕으로 전투의 중심 전략을 세운다. "전략이 전술에 질 수 없다."는 지론을 갖고 있지만 스자크나 기타 조종사과의 전투에 지론의 오류를 경험하기도 했다. "왕이 움직여야 부하도 움직인다."라는 신념으로 흑의 기사단 작전 때 지휘뿐만 아니라 스스로 진두에 서서 작전을 수행한다. 본인 예상외로 사건이 발생하거나 언동을 예측할 수 없는 사람들이 골칫거리가 되어 낭패를 보기도 하였으나, 반대로 합리적인 사람은 자신의 발언에 대한 반응이나 반론을 예상하고, 비디오를 이용한 트릭으로 마오나 슈나이젤을 함정에 몰아넣기도 하였다.
지구력과 체력이 매우 낮아, 학교 축제 때 달리기 어려운 의상을 입던 카렌이나 밀리게 뒤처지기까지 했다. 나이트메어 조종 능력도 낮고(주위에 에이스급 투성인 것도 원인이지만) 일반 기체인 건달(브라이) 등에 탑승해 격추당하는 일도 있었다. 반면, 가웨인과 신기루 같은 기체 성능이 높은 나이트메어의 컨트롤은 빠르다. 또한 미래를 예측 해 복잡한 조작이 요구되는 KMF에 자신있어 주로 전선에 타고 나간다.
학교에서 1년에 100명 이상의 팬들이 있을 정도로 여학생들에게 인기는 높지만, 본인에게는 연애에 매우 둔감하다. 셜리에게 키스를 받을 때까지 자신에게 관심이 있었는지조차 몰랐다.
전투는 결과를 중시하고 기본적으로 인적 손실에 대해서는 비정하나 본인과 크게 관련된 동료들에게는 그렇지 않다. 하지만 동료들보다도 나나리의 안전을 최우선 사항으로 블랙 리벨리온 때에는 흑의 기사단을 버리기도 해 부원의 신뢰도가 저하되기도 했다. 하지만 나나리와 일찍기 친구였던 스자쿠 등, 사적으로 사정이 있는 사람에게는 비정하게 굴지 못하는 성격이며, 특히 자신에 의해 스자쿠가 좋아했던 유페미아가 죽어 스자쿠에게 비정하게 굴지 못했다.
그가 과격하게 행동하는 이유는 브리타니아를 부수고 마리안느의 죽음을 밝혀내며 너낼리가 안전하게 머물 세계를 만들어 내기 위해서이다. 특히 나나리의 행복에 관해서는 브리타니아를 멸망시키는 목적과 긴밀하게 직결되어 있어, 모든 상황에서 너낼리를 최우선으로 삼았다. 너낼리 본인이 일레븐의 총독을 역임할 때 지금까지의 본인의 행동에 의미를 잃고 절망에 빠졌다. 그러나 자신의 전투가 나나리만을 위해서만 존재하는 것이 아니라는 것을 깨닫고 남매가 만났을 때 너낼리와 투쟁을 벌이기로 결심한다.

### 코드 기아스 반역의 를르슈
17세에 테러 사건에 말려 수수께끼의 소녀 C.C.(C2)를 만나 그에게서 기아스의 힘을 얻고, 자신의 모습을 가면과 망토에 숨긴 테러리스트 ' 제로 '로, 사설 부대 '흑의 기사단'을 결성해 브리타니아 제국에 반역을 일으킨다. 스스로를 '비무장의 아군'으로 표방했으나, 목적을 위해 수단을 가리지 않는 무자비한 전술도 많이 사용하였다.
마오와의 대결 등의 사태에서 평정심을 잃는 일도 많았지만 흑의 기사단의 결성 이후, 순조롭게 세력을 확장해 독립 국가 건설을 목표로 해가지만, 이복 여동생인 유페미아의 '행정특구 일본' 설립 선언에 의해 궁지에 처하게 된다.
유페미아의 진심 어린 말을 듣고 결국 화해를 결정하지만, 자신의 폭주한 기아스로 인해 농담으로 말한 '일본인을 죽일 수 있다.'라는 말이 명령이 되어 일본인 학살의 참극을 낳아 버린다. 사태 수습을 위해 유페미아를 죽이고, 스자쿠와 결별을 맺는다. 그리고 민중의 앞에서 '합중국 일본'의 설립을 선언한 후 궐기한다. 일레븐의 폭도들을 흡수한 흑의 기사단을 인솔하고 블랙 리벨리온을 일으킨다. 전투의 현장에서 나나리가 V.V.에 납치되어 지휘를 포기하고, 카미네섬까지 쫓아 온 제레마이어를 C.C.에 맡긴다. 유적 내부로 들어갔으나, 거기까지 쫓아 온 스자쿠에 의해 본모습이 드러나고, 자신의 이념과 존재를 부정한 스자쿠와 대치한다.

### 코드기어스 반역의 를르슈 R2
카미네섬에서 스자크에게 패배해 황제이자 친아버지인 샤를에게 끌려간다. 아버지가 를르슈에게 '황태자', '제로'로였다는 것, 그리고 '너낼리'라는 여동생과 친어머니 '마리안느'가 있었다는 기억을 지워 버린다. 그 후, 를르슈의 감시역인 가짜 남동생인 로로와 함께 살게 되고, 다시 학원에 다니게 된다. 그러나 블랙 리벨리온 사건, 대략 1년이 지난 때에 바벨 타워에서 C.C.(C2)와 재회를 하게 되고, 모든 기억과 기아스를 되찾아, 흑의 기사단을 이끄는 제로가 다시 된다.
브리타니아의 전면전을 위한 전력 증강과 황제인 샤를이 품는 야망, 기아스의 연구 조직, 향단을 제압과 이용을 목적으로 하고, 향단의 본거지가 있다고 여겨지는 중화 연방에 망명을 하게 된다. 무관인 리 신쿠와의 대결과 공투를 거치고 중화 연방 중추와 동맹을 맺고, 롤로가 셜리를 사살에 비롯된 기아스를 뿌리째 없애려는 것을 목적으로 기아스 향단 괴멸 작전을 실시한 후, 합중국 일본과 합중국 중화를 중심으로 브리타니아에 필적하는 연합국가, 초합집국을 건국한다.
하지만 제2차 도쿄 결전에서 너낼리가 플레이야의 폭발에 휘말려 자신의 배경과 기아스에 대한 정보가 슈나이젤에가 노출되고, 단원들의 배신으로 숙청 될 뻔했으나, 롤로가 자신의 목숨을 걸고 를르슈를 구출한 후, 모든 원흉인 아버지, 샤를르를 넘어뜨리기 위해 아카샤의 검으로 전진, C의 세계에서 샤샤과 대치하게 된다. C의 세계에서 샤를의 진정한 목적을 알게 되는 동시에 아냐 얼스트레임 안에 잠복하고 있던 마리안느와 재회하게 된다. 마리안느의 죽음의 진상과 두 사람이 바라는 비원을 알게 된다. 두 사람은 '상냥한 세계'란 '자신에게 상냥한 세계'이여야 한다며, 세계를 부정했다. 를르슈는 신(=神, 인류의 집단 무의식)에게 기아스를 걸고 C.C.(C2)도 를르슈에게 동참함으로써 결국 부자 간의 전투에서 승리하게 된다. 이후, 오른쪽 눈에도 기아스의 문양이 나타나게 된다.
1개월 후, '제로 레퀴엠'이라는 작전을 결행하기 위해 신성 브리타니아 제국의 수도인 팬 드래곤의 궁에서 그 자리에 있던 모든 사람들을 기아스를 통해 제압하고, 신성 브리타니아 제국 제99대의 유일한 황제 ' 를르슈 비 브리타니아 '로 즉위한다. 즉위 후, 귀족 제도의 폐지, 역대 황제들의 능(무덤) 파괴, 재벌들의 해체 각 애리어의 개방 등 역대 황제들이 실시해 온 것과 완전히 정반대인 정치를 행한다. 넘버즈에선 정의의 황제로 숭배되게 되고, 즉위도 못하게 해 브리타니아의 문화를 모두 파괴한 황제로 역사에 이름을 남긴다.
플레이야 폭발을 면해 무사했던 너낼리를 황제 후보로 올린 슈나이젤과 흑의 기사단과의 대결에서 슈나이젤에게 '제로를 섬겨라.'라고 말한 기아스에 걸어버리고, 마지막에 거대한 적이 된 너낼리를 만나게 된다. 나나리에게는 본인의 의지를 꺾어버리는 기아스를 차마 쓰지 못했으나, 나나리의 뜻, 세계의 미움을 자신에게 향하게 하려는 자신과 같은 의도를 지녔다는 것을 알게 되고 자신의 동생에게도 기아스를 걸고, 다모크레스의 열쇠(플레이야의 발사 스위치)를 탈취, 다모크레스와 플레이야를 장악해 세계 정복을 완료한다. 전쟁 후, 브리타니아 황제이자 초합집국 평의회의 의장, 흑의 기사단의 C.E.O.의 지위를 손에 넣게 된다. 나나리와 그녀의 무리들, 즉 반란 분자들을 처형장으로 수송하는 중, 전 세계를 자신의 독재 정치를 펼치고 지배해 전 세계인들의 미움이 향한 존재가 된 자신을, 제로라고 불리는 '구세주'로 변장한 스자크에게 살해당하는 것으로 '제로 레퀴엠'을 완수시켰다.

## 인물 능력

### 기아스
를르슈는 C.C.(C2, 씨투)로부터 절대 복종의 기아스를 얻었다. 상대방의 눈을 마주친 후, 상대방의 정신을 조종해 자신의 명령을 따르게 하는 것이 기아스의 원리이다. 기아스를 사용할 때에는 왼쪽 눈에 기아스 문양이 나타난다.
처음에는 자신의 기아스를 스스로의 힘으로 통제할 수 있었으나, 후에 기아스가 지나치게 강해져 스스로 도저히 제어할 수 없게 된다. 단, 2기에서 C.C.(C2)가 기아스를 차단하는 컨텍트 렌즈를 줌으로써 해결했다. 2기 21화를 보면 기아스가 강해져 오른쪽 눈에도 기아스 문양이 나타났지만 그때는 완벽하게 기아스를 제어해 렌즈 없이도 기어스를 막을 수 있었다.
참고로 기아스는 개인마다 능력의 차이가있다. 그러나, 절대 복종의 기아스는 꽤나 흔한 편이다. 2기 14화에서 흑의 기사단이 교단을 공격했을 때 거기 있던 아이가 쓰기도 했고, 망국의 아키토에서 신 휴우가 샤잉 사이토가 쓴다.
를루슈의 수많은 실험으로 다양한 기아스의 능력들을 밝혀냈는데, 그 외에 자신의 기아스의 특징(부작용이나 한계 등) 또한 밝혀냈다.
다음은 를루슈의 실험이나 경험을 통해 밝혀낸 를르슈의 기아스의 특징들이다.
- 명령은 반드시 말로 직접 전해야한다. 방송 매체 등으로는 기아스를 사용할 수 없다.
- 직접 보던지 거울로 비쳐 보던지 간에 반드시 눈을 마주쳐야 기아스가 발동한다. 사정거리는 270m이다.
- 기아스는 한 사람에게 한 번밖에 사용하지 못한다. 대신 기아스를 한 번 사용하면 명령의 개수에 상관없이 계속해서 그 명령에 복종한다. 또한 한 번 내린 명령은 계속 지속되기 때문에 명령에 거부하지 못한다고 보아도 무방하다. 제레미아의 캔슬러로 특정 사람의 모든 기아스를 무효화 시킨다면, 그 사람에게 다시 한번 기아스를 사용할 수 있다.
- 기아스를 사용하더라도 상대방의 능력 이상을 요구하는 것은 소용 없다. 그 사람이 아무리 명령을 따를려고 해도 도저히 해낼 수 없기 때문이다. 예를 들자면 그 사람에게 무언가를 물었을 때, 그 사람에 그것에 대해 알지 못한다면 대답할 수 없다는 것을 들 수 있다. 상대방에게 특정한 것을 믿거나(환각 등) 장애(기억 상실 등)가 생기는 등 도저히 생물학적으로 불가능한 것도 명령을 내릴 수 있다.
- 기아스를 통해 명령을 받거나 그 명령을 실행한 사람들은 그 사실을 기억하지 못한다.
- 여러 사람들을 대상으로 명령을 내릴 수 있다.
- 처음에는 명령을 거부하기도 하지만 결국 기아스에 복종한다.

위와 같은 상황이라면 그 상대가 본인이라도 반드시 명령에 따르게 된다.